# Hockessin
Hockessin és una concentració de població designada pel cens dels Estats Units a l'estat de Delaware. Segons el cens del 2000 tenia 12.902 habitants.

## Demografia
Segons el cens del 2000, Hockessin tenia 12.902 habitants, 4.464 habitatges, i 3.731 famílies. La densitat de població era de 496,7 habitants/km².
Dels 4.464 habitatges en un 40,1% hi vivien nens de menys de 18 anys, en un 77,3% hi vivien parelles casades, en un 4,5% dones solteres, i en un 16,4% no eren unitats familiars. En el 13,9% dels habitatges hi vivien persones soles el 8,9% de les quals corresponia a persones de 65 anys o més que vivien soles. El nombre mitjà de persones vivint en cada habitatge era de 2,83 i el nombre mitjà de persones que vivien en cada família era de 3,13.
Per edats la població es repartia de la següent manera: un 26,9% tenia menys de 18 anys, un 4,7% entre 18 i 24, un 24,5% entre 25 i 44, un 28,7% de 45 a 60 i un 15,3% 65 anys o més.
L'edat mediana era de 42 anys. Per cada 100 dones de 18 o més anys hi havia 91,9 homes.
La renda mediana per habitatge era de 100.844 $ i la renda mediana per família de 108.784 $. Els homes tenien una renda mediana de 76.617 $ mentre que les dones 46.988 $. La renda per capita de la població era de 40.516 $. Aproximadament l'1% de les famílies i l'1,7% de la població estaven per davall del llindar de pobresa.

## Poblacions properes
El següent diagrama mostra les poblacions més properes.